# 梳洗河

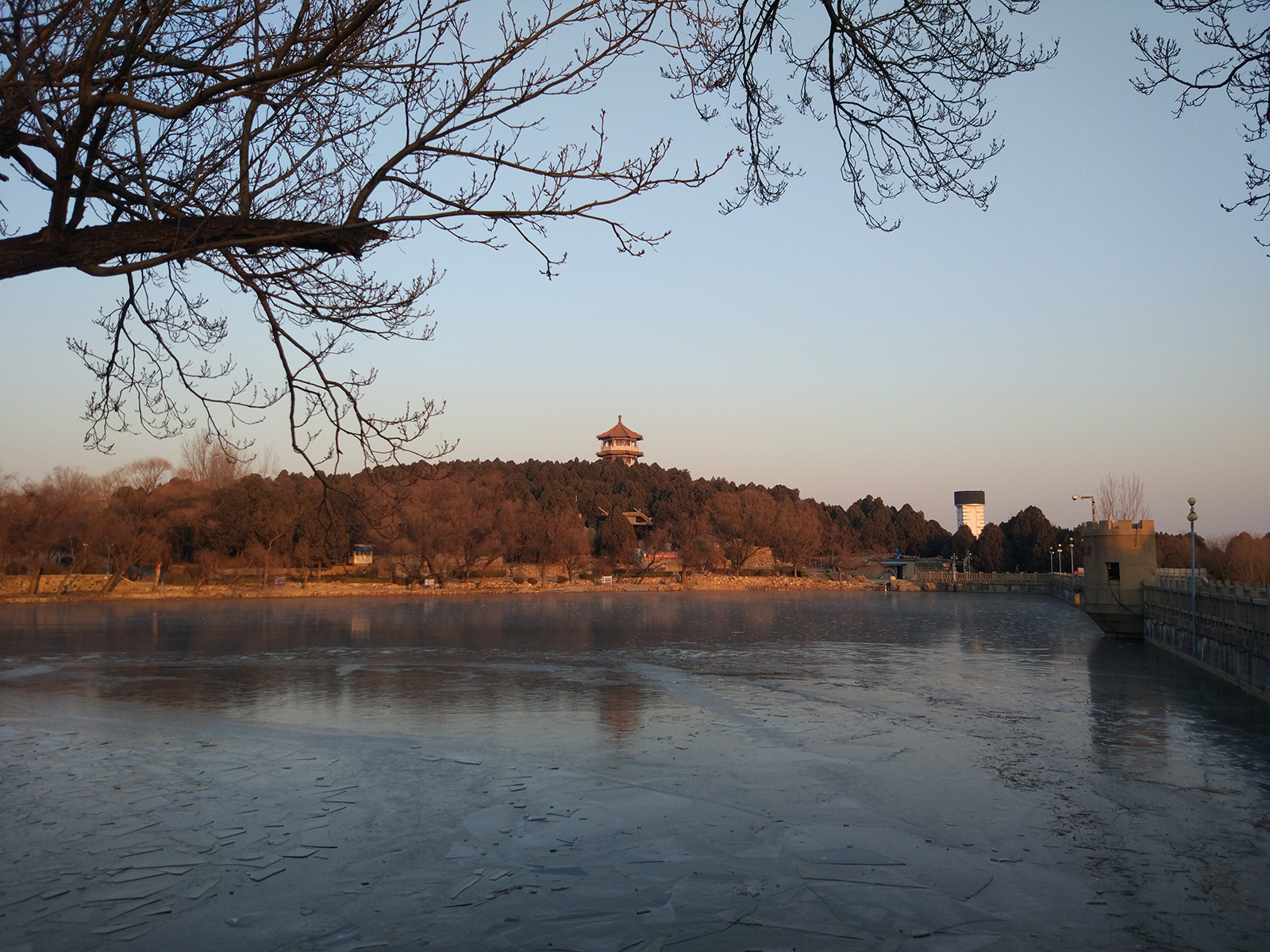
梳洗河上游的虎山水库

梳洗河是位於中華人民共和國山东省泰安市的一条河流，是泰安市的七大河流之一，传说西王母（即王母娘娘）曾在此梳洗而得名。《山海经》称环水，又名泰山中溪。

## 简介
梳洗河源于泰山中天门，沿泰山山脉顺势而南下，途径虎山水库，王母池后出泰山，下穿山东科技大学泰安校区，流经泰师附小，出泰安市区，穿过山东农业大学南校区，最终在东南市郊汇入泮河（泮汶河），属于黄河水系的一支。全长13.2公里，流域面积26平方公里。
在梳洗河上游王母池旁的虎山水库，于1956年为解决泰城用水困难而建，坝上建有一长平板石桥，上可瞻仰泰山雄姿，下可饱览泰城风光。最晚在1979年，就有市民在水库游泳了，甚至冬季常有冬泳爱好者前来，不过因为水库水深，偶尔会有零星的轻生或溺水事故。1988年，市政府在虎山水库的基础上开建虎山公园，1989年虎山公园竣工开放。此后常有市民前来游玩。2018年至今，虎山水库在断续改造施工。
梳洗河存在著污染问题，特别是夏天水中有臭味，偶发恶臭，下游的居民与农大在校学生经常抱怨。近年来泰安市政府开展了泰山区域山水林田湖生态保护修复工程，特别是针对梳洗河流域与明堂河流域的生态环境，有望在近几年得到改善。

## 图册

虎山水库全景图 2015年
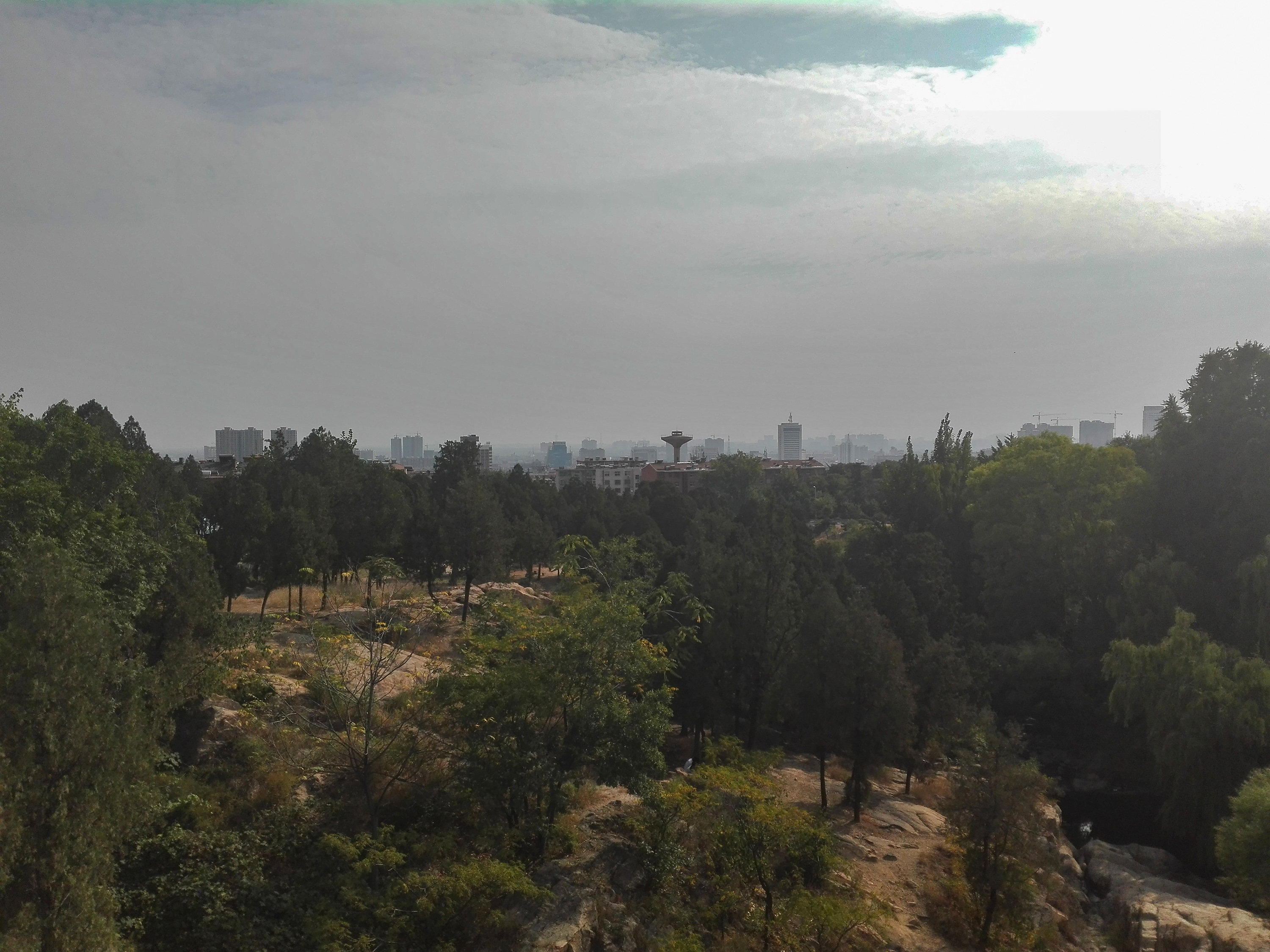
在虎山水库石桥眺望泰安市市区 2015年